# 激进正统主义
激进正统主义（Radical orthodoxy）是基督教神学和哲学思想流派，它利用后现代哲学来拒绝现代样板。该主义始于约翰·米尔班克，凯瑟琳·皮克斯托克与格拉汉姆·沃德共同编写的《激进正统：一种新神学》（Radical Orthodoxy: A New Theology）。